# 김충태
김충태(1944년 1월 16일~)는 대한민국의 기계 체조 선수로, 1964년과 1968년 하계 올림픽에 참가했다.